# Sörgården
Sörgården är en lärobok av Anna Maria Roos. Den utkom 1912 och användes som läsebok i första klass i den svenska småskolan. Den ingick i serien Läseböcker för Sveriges barndomsskolor. I boken skildras livet som utspelas kring den lilla röda bondgården med vitmålade knutar omgiven av idylliska björkar och ängar.

## Utgåvor (urval)
Boken har utkommit i ett stort antal upplagor och nyutgåvor vilket exemplifieras nedan med ett urval.
- Roos, Anna Maria; Ellström Brita (1912). Hem och hembygd 1:a skolåret. Stockholm: Bonnier. Libris 2177066
  - Roos, Anna Maria; Ellström Brita (1921). Hem och hembygd: Sörgården, Första skolåret (301. - 350. tusendet). Stockholm: Bonnier. Libris 11482581
  - Roos, Anna Maria (1936). Sörgården: [första skolåret]. Hem och hembygd (Ny tr.). Stockholm: Bonnier. Libris 1304395
  - Roos, Anna Maria; Ellström Brita (1968[1912]). Sörgården: första skolåret. Läseböcker för Sveriges barndomsskolor, 99-0345047-8Hem och hembygd ; 1. Stockholm: Bonnier. Libris 3397705
  - Roos, Anna Maria (1974[1912]). Sörgården: Första skolåret ([Ny uppl.]). Stockholm: Bonnier. Libris 7143584. ISBN 9100310719
  - Roos, Anna Maria (1979[1912]). Sörgården: första skolåret. Stockholm: Bonniers juniorförl. Libris 7285041. ISBN 9148310719